# たくさんのふしぎ
『たくさんのふしぎ』は、福音館書店が発売している月刊科学絵本シリーズ。小学3・4年生向け。全40ページ。

## 概要
1985年4月に創刊。小学校3年生以上向けに、科学的な絵本を毎月刊行している。執筆者は毎月異なり、著名な執筆者に谷川俊太郎、タイガー立石、星野道夫、角野栄子、本川達雄、高頭祥八、森枝卓士らがいる。
人気だった作品は、「たくさんのふしぎ傑作集」と題して福音館書店から単行本化されている。
巻末に「ふしぎ新聞」と呼ばれる新聞型の連載ページが付属している。主なコーナーは、著者のコメントのほか、たくさんのふしぎの会員と、校腸（こうちょう）（校長ではない）高橋幸子とのチャット系の、毎月のテーマに合わせたお便りを紹介する「みみずの学校コーナー」。
福音館書店が刊行している他の科学的な月刊誌には現在「かがくのとも」（5〜6歳向け、1969年創刊）と「ちいさなかがくのとも」（3〜5歳向け、2002年創刊）がある。

## 節目の号
| 号数  | 月号         | 作品                     | 著者                   |
| ----- | ------------ | ------------------------ | ---------------------- |
| 1号   | 1985年4月号  | いっぽんの鉛筆のむこうに | 谷川俊太郎、坂井信彦   |
| 100号 | 1993年7月号  | 空とぶ宝石トンボ         | 今森光彦               |
| 200号 | 2001年11月号 | 落ち葉                   | 平山和子、平山英三     |
| 300号 | 2010年3月号  | おかし                   | 中川李枝子、山脇百合子 |
| 400号 | 2018年7月号  | 絵で読む子どもと祭り     | 西村繁男               |

## 単行本化された作品
「たくさんのふしぎ」で人気のあった号は「たくさんのふしぎ傑作集」として福音館書店から単行本化されている。また、「たくさんのふしぎ」で出た号の中には、後に他社から単行本化された作品もある。

### たくさんのふしぎ傑作集
1989年から「たくさんのふしぎ傑作集」として表紙（作品によっては記述も）を初出時より一部改訂して刊行している。中には月刊誌として刊行されてから10年、20年経ってから傑作集で復刊する作品もある。

#### 1980年代に単行本化された主な作品
- 鬼が出た （大西広 文／梶山俊夫 ほか絵） - 1987年2月号、1989年11月 単行本化
- おしっこの研究 （柳生弦一郎 さく） - 1986年5月号、1989年11月 単行本化
- さかさまさかさ （野崎昭弘 文／タイガー立石 絵） - 1986年8月号、1989年11月 単行本化
- 草や木のまじゅつ （山崎青樹 文・絵／石曽根史行 ほか写真） - 1985年6月号、1989年2月 単行本化

草木染めの技法・種類・歴史について解説した作品。
- ことばをおぼえたチンパンジー （松沢哲郎 文／薮内正幸 絵） - 1985年12月号、1989年2月 単行本化
- いっぽんの鉛筆のむこうに （谷川俊太郎 文／坂井信彦 ほか写真／堀内誠一 絵） - 1985年4月号、1989年2月 単行本化

創刊号。「いっぽんの鉛筆」が出来る過程に携わる鉱員、木こり、船員、工員らの生活を紹介する。巻末には西條八十による鉛筆にまつわる詩が掲載されている。のちに小学校の国語科教科書にも採用された。
- バッタのオリンピック （日浦勇 案／宮武頼夫 文／中西章 絵） - 1985年9月号、1989年3月 単行本化
- 夢ってなんだろう （村瀬学 文／杉浦範茂 絵） - 1986年2月号、1989年3月 単行本化

#### 1990年代前半に単行本化された主な作品
- 2本足と4本足 （香原志勢 文／U.G.サトー 絵） - 1987年4月号、1990年10月 単行本化
- はてなし世界の入口 （森毅・木幡寛 文／タイガー立石 絵） - 1985年5月号、1990年10月 単行本化、2018年6月 再単行本化
- アラスカたんけん記 （星野道夫 文・写真） - 1986年11月号、1990年2月 単行本化
- どうくつをたんけんする （堀内誠一 さく） - 1985年10月号、1990年2月 単行本化、2018年6月 再単行本化
- ナイル川とエジプト （赤地経夫 文・写真） - 1988年2月号、1991年1月 単行本化
- 言葉はひろがる （鶴見俊輔 文／佐々木マキ 絵） - 1988年3月号、1991年1月 単行本化
- 外国の小学校 （斎藤次郎 文／西山悦子 写真） - 1986年4月号、1991年1月 単行本化
- 100まで生きる? （柳生弦一郎 さく） - 1988年11月号、1992年10月 単行本化、2010年1月 再単行本化
- すてきにへんな家 （タイガー立石 作） - 1988年9月号、1992年10月 単行本化、2010年1月 再単行本化
- クリスマス・クリスマス （角野栄子 さく） - 1989年12月号、1992年10月 単行本化
- アメリカ・インディアンはうたう （金関寿夫 文・訳詩／堀内誠一 絵） - 1986年9月号、1992年10月 単行本化、2010年1月 再単行本化
- 青函連絡船ものがたり （宮脇俊三 文／黒岩保美 絵） - 1988年1月号、1992年10月 単行本化

青函連絡船が廃止される直前にその歴史を振り返る号として刊行された。
- ノラネコの研究 （伊澤雅子 文／平出衛 絵） - 1991年10月号、1994年4月 単行本化

著者が九州の田舎町に住む野良猫を一日中追跡し、その生態を観察する。「ネコ社会のルール」についても解説されている。
- 絵ときゾウの時間とネズミの時間 （本川達雄 文／あべ弘士 絵） - 1993年3月号、1994年4月 単行本化

動物学におけるアロメトリーと呼ばれる理論を一般人に理解しやすいように概説した『ゾウの時間とネズミの時間』（中公新書）があるが、それをさらに小学生にも分かるように丁寧に解説した絵本。
- 飛びたかった人たち （佐々木マキ 作） - 1990年9月号、1994年5月 単行本化

ライト兄弟が飛行機を発明する以前の「空を飛びたい」という夢についてを紹介。
- アナログ?デジタル?ピンポーン! （野崎昭弘 文／タイガー立石 絵） - 1990年6月号、1994年6月 単行本化
- かぼちゃ人類学入門 （川原田徹 さく） - 1991年6月号、1994年6月 単行本化、2018年6月 再単行本化

#### 1990年代後半に単行本化された主な作品
- アイヌネノアンアイヌ （萱野茂 文／飯島俊一 絵） - 1989年10月号、1995年2月 単行本化
- 本のれきし5000年 （辻村益朗 作） - 1989年11月号、1995年2月 単行本化
- 星空はタイムマシン （松田卓也 文／たむらしげる 絵） - 1988年8月号、1995年6月 単行本化
- ズボンとスカート （松本敏子 文・写真／西山晶 絵） - 1989年2月号、1995年6月 単行本化
- 粉がつくった世界 （三輪茂雄 文／西村繁男 絵） - 1987年12月号、1995年9月 単行本化
- スイス鉄道ものがたり （宮脇俊三 文／黒岩保美 絵） - 1992年7月号、1995年9月 単行本化、2018年6月 再単行本化
- 森の小さなアーティスト （今森光彦 文・写真） - 1990年1月号、1996年2月 単行本化、2010年1月 再単行本化
- ドキドキドキ心ぞうの研究 （柳生弦一郎 さく） - 1987年10月号、1996年2月 単行本化
- 森へ （星野道夫 文・写真） - 1993年12月号、1996年9月 単行本化
- カレーライスがやってきた （森枝卓士 文・写真） - 1988年12月号、1996年9月 単行本化
- 小麦・ふくらんでパン （中西敏夫 文／米本久美子 絵） - 1992年11月号、1997年4月 単行本化
- ムクドリの子育て日記 （河本祥子 作） - 1994年5月号、1997年4月 単行本化
- 顔の美術館 （タイガー立石 文と絵） - 1994年1月号、1998年2月 単行本化
- ひと・どうぶつ行動観察じてん （池田啓 文／柳生弦一郎 え／久保敬新 ほか写真） - 1995年3月号、1998年2月 単行本化
- アマゾン・アマゾン （今森光彦 文・写真） - 1991年1月号、1998年4月 単行本化
- 魔女に会った （角野栄子 文・写真／みやこうせい 写真） - 1993年2月号、1998年4月 単行本化
- きみはなにどし? （加納信雄 文／U.G.サトー 絵） - 1993年1月号、1998年4月 単行本化
- 拝啓・手紙です （天野祐吉 文／辻本洋太朗 絵） - 1988年5月号、1998年4月 単行本化

手紙の歴史や、その種類について手紙形式の文章で解く。巻末に谷川俊太郎の詩「手紙」を掲載。
- 恐竜はっくつ記 （長谷川善和 文／夏目義一 絵） - 1985年8月号、1998年4月 単行本化
- 10才のとき （高橋幸子 聞き手／西村繁男 絵／大木茂 写真） - 1991年4月号、1998年4月 単行本化、2018年6月 再単行本化
- 河童よ、出てこい （武田正 文／梶山俊夫 絵） - 1992年6月号、1998年4月 単行本化
- ミクロの世界 （田中敬一 文・写真） - 1991年12月号、1998年4月 単行本化、2010年1月 再単行本化
- うたがいのつかいみち （清水哲郎 文／飯野和好 絵） - 1993年11月号、1998年4月 単行本化、2010年1月 再単行本化

「疑いの名人」を自称する主人公と物知りな老人の会話を通じて、哲学の内容をわかりやすく解く。
- 日本の自動車の歴史 （山本忠敬 さく） - 1992年1月号、1998年4月 単行本化

海外の自動車が日本に上陸し、やがて日本車が世界的な評価を得るまでの約100年間に登場した自動車を紹介。
- バルセロナ建築たんけん （森枝雄司 写真・文） - 1992年3月号、1998年4月 単行本化

バルセロナ五輪の年に刊行。サグラダ・ファミリア設計を手掛けたアントニ・ガウディを中心にバルセロナの建築物を紹介。
- 空とぶ宝石トンボ （今森光彦 文・写真） - 1993年7月号、1998年4月 単行本化
- 石ころ 地球のかけら （桂雄三 文／平野恵理子 絵） - 1991年8月号、1998年4月 単行本化、2018年6月 再単行本化
- 浜辺のたからさがし （浜口哲一 文／松岡達英 絵） - 1993年4月号、1998年4月 単行本化
- 虫こぶはひみつのかくれが? （湯川淳一 文／松岡達英 絵） - 1992年5月号、1998年4月 単行本化
- ニレの中をはじめて旅した水の話 （越智典子 文／トメク・ボガツキ 絵） - 1993年5月号、1998年4月 単行本化
- 海藻はふしぎの国の草や木 （横浜康継 文／三芳悌吉 絵） - 1990年5月号、1998年4月 単行本化
- ギョレメ村でじゅうたんを織る （新藤悦子 写真・文／西山晶 絵） - 1993年9月号、1998年4月 単行本化
- はしをわたらずはしわたれ （小野かおる さく） - 1991年5月号、1998年4月 単行本化、2010年1月 再単行本化
- 大きなヤシの木と小さなヤシ工場 （福家洋介 文／平野恵理子 絵） - 1992年8月号、1998年4月 単行本化
- クマよ （星野道夫 文・写真） - 1998年3月号、1999年10月 単行本化

星野の没後に出版され、映画「地球交響曲第三番」とともに星野ファンに絶賛された。また妻の星野直子も、のちの号の「ふしぎ新聞」紙上で、道夫に同行した撮影の思い出を記している。

#### 2000年代前半に単行本化された主な作品
- ノイバラと虫たち （藤丸篤夫 文・写真） - 1995年6月号、2000年2月 単行本化
- ほら、きのこが… （越智典子 文／伊沢正名 写真） - 1995年10月号、2000年5月 単行本化
- ヤマネはねぼすけ? （湊秋作 文・写真／中川雄三 写真） - 1992年9月号、2000年5月 単行本化
- ダーウィンのミミズの研究 （新妻昭夫 文／杉田比呂美 絵） - 1996年6月号、2000年6月 単行本化
- 砂漠の虫の水さがし （山口進 写真・文） - 1996年7月号、2000年6月 単行本化
- アマガエルとくらす （山内祥子 文／片山健 絵） - 1999年3月号、2003年3月 単行本化
- 糸あそび布あそび （田村寿美恵 文／平野恵理子 絵） - 1999年8月号、2003年3月 単行本化
- 世界あちこちゆかいな家めぐり （小松義夫 文・写真／西山晶 絵） - 1997年5月号、2004年10月 単行本化

#### 2000年代後半に単行本化された主な作品
- 手で食べる? （森枝卓士 文・写真） - 1998年5月号、2005年2月 単行本化
- ある都市のれきし 横浜・330年 （北沢猛 文／内山正 絵） - 1986年1月号、2005年3月 単行本化
- 絵くんとことばくん （天野祐吉 作／大槻あかね 絵） - 2000年4月号、2006年1月 単行本化
- つな引きのお祭り （北村皆雄 文／関戸勇 写真／高頭祥八 絵） - 1994年3月号、2006年1月 単行本化
- トイレのおかげ （森枝雄司 写真・文／はらさんぺい 絵） - 1996年12月号、2007年10月 単行本化
- こんにちは、ビーバー （佐藤英治 文・写真） - 2000年5月号、2007年1月 単行本化
- お姫さまのアリの巣たんけん （秋山あゆ子 作） - 1997年9月号、2007年1月 単行本化
- 好奇心の部屋デロール （今森光彦 文・写真） - 2003年12月号、2008年11月 単行本化
- 和菓子のほん （中山圭子 文／阿部真由美 絵） - 2004年6月号、2008年1月 単行本化
- 屋上のとんがり帽子 （折原恵 写真・文） - 2002年9月号、2008年1月 単行本化
- おじいちゃんのSLアルバム （佐竹保雄 写真・原案／小風さち 文） - 2005年2月号、2009年10月 単行本化
- ウミウシ （中野理枝 文／豊田直之 写真） - 2003年8月号、2009年6月 単行本化
- エンザロ村のかまど （さくまゆみこ 文／沢田としき 絵） - 2004年2月号、2009年6月 単行本化

#### 2010年代前半に単行本化された主な作品
- しめかざり （森須磨子 文・絵） - 2008年1月号、2010年12月 単行本化
- モグラの生活 （飯島正広 文・写真） - 2007年8月号、2010年2月 単行本化
- 春の妖精たち スプリング・エフェメラル （奥山多恵子 文・絵） - 2005年4月号、2010年2月 単行本化
- サーカスの学校 （西元まり 文／佐竹美保 絵） - 2005年10月号、2010年2月 単行本化
- ぼくは少年鉄道員 （西森聡 写真・文） - 2005年5月号、2010年2月 単行本化
- 石の中のうずまきアンモナイト （三輪一雄 文・絵／松岡芳英 写真） - 2002年7月号、2010年2月 単行本化
- ことば観察にゅうもん （米川明彦 文／祖父江慎 絵） - 2008年4月号、2010年2月 単行本化
- じっけんきみの探知器 （山下恵子 文／杉田比呂美 絵） - 1998年4月号、2010年2月 単行本化
- ここにも、こけが… （越智典子 文／伊沢正名 写真） - 2001年6月号、2010年5月 単行本化
- みらくるミルク （中西敏夫 文／米本久美子 絵） - 1996年2月号、2011年3月 単行本化
- ノースウッズの森で （大竹英洋 文・写真） - 2005年9月号、2011年3月 単行本化
- 絵とき生きものは円柱形 （本川達雄 文／やまもとちかひと 絵） - 2004年10月号、2011年3月 単行本化
- 土の色って、どんな色? （栗田宏一 [作]） - 2006年3月号、2011年5月 単行本化
- こおり （前野紀一 文／斉藤俊行 絵） - 2008年8月号、2012年6月 単行本化
- ものまね名人 ツノゼミ （森島啓司 文・写真） - 2005年1月号、2012年6月 単行本化
- キタキツネのおとうさん （竹田津実 文／あべ弘士 絵） - 2009年4月号、2013年10月 単行本化
- キタキツネのおかあさん （竹田津実 文・写真） - 2010年7月号、2013年10月 単行本化
- カステラ、カステラ! （明坂英二 文／齋藤芽生 絵） - 2006年2月号、2013年5月 単行本化
- 美術館にもぐりこめ! （さがらあつこ 文／さげさかのりこ 絵） - 1996年11月号、2013年5月 単行本化
- おかし （なかがわりえこ ぶん／やまわきゆりこ え） - 2010年3月号、2013年9月 単行本化
- 草と木で包む （U.G.サトー 文と絵／後藤九・酒井道一 写真） - 2000年6月号、2014年4月 単行本化
- 思いこみマジック （瀬尾政博 文／タイガー立石 絵） - 1997年11月号、2014年4月 単行本化

立石の遺作。
- 水中さつえい大作戦 （中川雄三 文・写真・絵） - 1995年11月号、2014年4月 単行本化
- カジカおじさんの川語り （稗田一俊 文・写真） - 1999年5月号、2014年4月 単行本化
- 海はもうひとつの宇宙 （高頭祥八 文・絵） - 1995年8月号、2014年4月 単行本化
- なぞのサル アイアイ （島泰三 文／笹原富美代 絵） - 2004年1月号、2014年4月 単行本化

童謡で歌われているアイアイの生態を解いた絵本。
- 大草原のノネコ母さん （伊澤雅子 文／平出衛 絵） - 1996年1月号、2014年4月 単行本化
- 古くて新しい椅子 （中嶋浩郎 文／パオラ・ボルドリーニ 絵） - 1997年2月号、2014年4月 単行本化
- 石の卵 （山田英春 文・写真） - 2010年1月号、2014年5月 単行本化
- 月へ行きたい （松岡徹 文・絵） - 2011年2月号、2014年9月 単行本化

#### 2010年代後半に単行本化された主な作品
- 黒部の谷のトロッコ電車 （横溝英一 文・絵） - 2003年4月号、2015年3月 単行本化
- わたしが外人だったころ （鶴見俊輔 文／佐々木マキ 絵） - 1995年7月号、2015年5月 単行本化
- ゴリラが胸をたたくわけ （山極寿一 文／阿部知暁 絵） - 2012年4月号、2015年9月 単行本化
- かしこい単細胞粘菌 （中垣俊之 文／斉藤俊行 絵） - 2012年11月号、2015年9月 単行本化
- みんなでつくる1本の辞書 （飯田朝子 文／寄藤文平 絵） - 2013年5月号、2015年9月 単行本化
- まちぼうけの生態学 アカオニグモと草むらの虫たち （遠藤知二 文／岡本よしろう 絵） - 2011年8月号、2015年9月 単行本化
- ゆかいな聞き耳ずきん クロツグミの鳴き声の謎をとく （石塚徹 文／岩本久則 絵） - 2010年6月号、2015年9月 単行本化
- ツバメ観察記 （孝森まさひで 文・写真） - 2004年3月号、2016年4月 単行本化
- 自転車ものがたり （高頭祥八 文・絵） - 1998年7月号、2016年4月 単行本化
- おおふじひっこし大作戦 （塚本こなみ 文／一ノ関圭 絵） - 2002年5月号、2016年4月 単行本化

樹木医である著者が、「あしかがフラワーパーク」開園に伴って行われた大藤の引っ越しの様子を綴った作品。
- おしりをふく話 （斎藤たま 文／なかのひろたか 絵） - 1998年9月号、2016年4月 単行本化
- 小さなプランクトンの大きな世界 （小田部家邦 文／髙岸昇 絵） - 1996年8月号、2016年4月 単行本化
- 南極のスコット大佐とシャクルトン （佐々木マキ 作） - 1994年2月号、2016年4月 単行本化
- シュヴァル 夢の宮殿をたてた郵便配達夫 （岡谷公二 文／山根秀信 絵） - 2003年2月号、2016年4月 単行本化
- 貨物船のはなし （柳原良平 作） - 2014年4月号、2017年11月 単行本化
- いのちのひろがり （中村桂子 文／松岡達英 絵） - 2015年4月号、2017年3月 単行本化
- 大根はエライ （久住昌之 文・絵） - 2003年9月号、2018年1月 単行本化

刺身のツマなど他の食材を引き立てるのに役立っている大根の活躍を描く。
- 昆虫の体重測定 （吉谷昭憲 文・絵） - 2016年4月号、2018年6月 単行本化
- しっぽがない! （犬塚則久 文／大島裕子 絵） - 2015年8月号、2018年6月 単行本化
- ぼくらの天神まつり （田沼武能 文・写真） - 1989年3月号、2018年6月 単行本化
- やねはぼくらのひるねするばしょ （小野かおる さく） - 1989年5月号、2018年6月 単行本化
- 家をせおって歩く （村上慧 著） - 2016年3月号、2019年3月 単行本化

### 他社から単行本化
- 御殿場線ものがたり （宮脇俊三 文／黒岩保美 絵） - 1986年3月号、1992年10月 「たくさんのふしぎ傑作集」として刊行、2015年12月 復刊ドットコムから単行本化
- 青函連絡船ものがたり （宮脇俊三 文／黒岩保美 絵） - 1988年1月号、1992年10月 「たくさんのふしぎ傑作集」として刊行、2016年 復刊ドットコムから再単行本化
- ふしぎな鳥の巣（初出時のタイトルは「鳥の巣」、鈴木まもる作） - 2004年4月号、2007年10月偕成社より刊行

## 関連本
- ふしぎふしぎ200 （ふしぎ新聞社 編・著） - 2001年11月20日刊

2001年11月号で通巻200号となった記念本。

## 喫煙描写による販売中止
2010年2月号『おじいちゃんのカラクリ江戸ものがたり』（太田大輔 文・絵）は、販売中止されることが2009年12月28日に発表された。作品内で主人公の祖父「吉夫」はたばこ好きの設定となっており、孫二人と一緒にいる場面でもパイプで喫煙している姿も複数描かれている。また、巻末に「たばこと塩の博物館」の協力がクレジットされている。これらにより、世界保健機関 (WHO) によるたばこ規制枠組条約に違反しているとの指摘や、「たばこと塩の博物館」の運営母体である日本たばこ産業 (JT) の関与が疑われるとの指摘もあった。福音館書店は喫煙および受動喫煙による健康被害の認識が足りなかったことを認め、協力のクレジットは作品内で描かれる江戸時代の風俗に関して時代考証を依頼したためで、日本たばこ産業が作品内容に関与した疑いは否定し、販売中止および回収の決定を発表した。